# BATS Global Markets
BATS Global Markets is een effectenbeurs gevestigd in Lenexa, Kansas. 
De beurs is opgericht in juni 2005 als elektronisch netwerk. De naam is een afkorting voor  Better Alternative Trading System. Begin 2009 werd het de derde beurs van de wereld gemeten naar verhandeld volume. Naast aandelen maakt de beurs ook de handel mogelijk in opties.